# Resolutie 1326 Veiligheidsraad Verenigde Naties
Resolutie 1326 van de Veiligheidsraad van de Verenigde Naties werd op 31 oktober 2000 aangenomen door de VN-Veiligheidsraad zonder stemming, en beval de Algemene Vergadering aan om de Federale Republiek Joegoslavië, later Servië en Montenegro geheten, VN-lidmaatschap te verlenen.

## Inhoud
De Veiligheidsraad:
- Bestudeerde de aanvraag van de Federale Republiek Joegoslavië voor VN-lidmaatschap.
- Beveelt de Algemene Vergadering aan om de FRJ VN-lidmaatschap te verlenen.

## Verwante resoluties
- Resolutie 1253 Veiligheidsraad Verenigde Naties (1999, Tonga)
- Resolutie 1290 Veiligheidsraad Verenigde Naties (Tuvalu)
- Resolutie 1414 Veiligheidsraad Verenigde Naties (2002, Oost-Timor)
- Resolutie 1426 Veiligheidsraad Verenigde Naties (2002, Zwitserland)

Lijst ·  1285 ·  1286 ·  1287 ·  1288 ·  1289 ·  1290 ·  1291 ·  1292 ·  1293 ·  1294 ·  1295 ·  1296 ·  1297 ·  1298 ·  1299 ·  1300 ·  1301 ·  1302 ·  1303 ·  1304 ·  1305 ·  1306 ·  1307 ·  1308 ·  1309 ·  1310 ·  1311 ·  1312 ·  1313 ·  1314 ·  1315 ·  1316 ·  1317 ·  1318 ·  1319 ·  1320 ·  1321 ·  1322 ·  1323 ·  1324 ·  1325 ·  1326 ·  1327 ·  1328 ·  1329 ·  1330 ·  1331 ·  1332 ·  1333 ·  1334